# Danh pháp ba phần

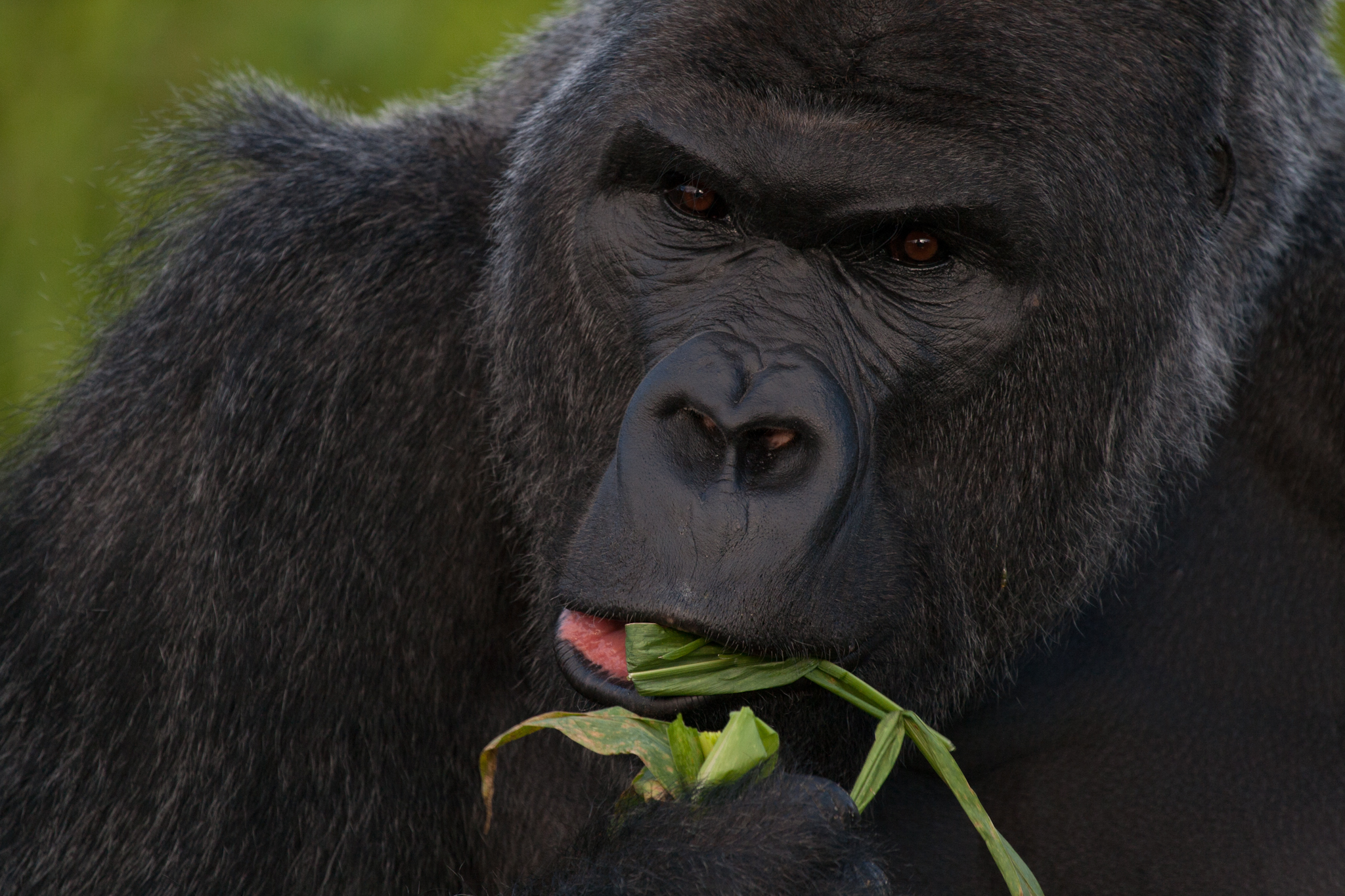
Khỉ đột đất thấp phía Tây (Gorilla gorilla gorilla) là phân loài của Khỉ đột phía tây (Gorilla gorilla) mang danh pháp ba phần.

Trong sinh học, danh pháp ba phần là tên gọi cho đơn vị phân loại dưới cấp loài. Nó là khác biệt giữa động vật và thực vật:
- Đối với động vật, xem tên ba phần (động vật) (trinomen). Chỉ có một cấp duy nhất dưới loài là phân loài (subspecies).
- Đối với thực vật, xem tên ba phần (thực vật). Có một loạt không xác định các cấp cận loài được cho phép ở dưới cấp loài, trong đó phân loài là cấp cao nhất trong số này.[1]